# 夜天子
《夜天子》（英語：The Dark Lord），2018年中国大陆古装架空电视剧。本剧改编自作家月关的同名小说，由东仑传媒制作出品，企鹅影视、伊犁长江、尚晖文化、圣世互娱、乾道基金、天瑞影业、荣麦传媒联合出品。 由徐海乔、宋祖儿领衔主演，腾讯视频于2018年8月14日首播。

## 播出时间
| 频道         | 所在地 | 播映日期      | 播出时间                                    | 备注                                 |
| ------------ | ------ | ------------- | ------------------------------------------- | ------------------------------------ |
| 腾讯视频     | 中国   | 2018年8月14日 | 每周二、三、四20：00更新2集，会员提前看下周 |                                      |
| 愛爾達綜合台 | 臺灣   | 2020年1月1日  | 星期一至五 20:00 - 21:00                    | 1月8日起，19:00 - 21:00 （兩集連播） |

## 演员列表

### 主要演员
| 演員   | 角色   | 介紹 | 配音 |
| 徐海乔 | 叶小天 | 叶小天本是六扇门里的一个小小牢头儿，常与在监的贪官污吏打交道，练就了他足智多谋，鬼计多端的性格特点。但叶小天也有他自己为人处事的原则与底限，为人重情重义，被激怒便会大爆发。 | 张杰 |
| 宋祖儿 | 夏莹莹 | 夏莹莹出生在贵州红枫湖的一个土官世家，水西三虎之胭脂虎，从小受到全家人呵护，蠢萌天真，活泼可爱，虽然娇惯任性，却不讨人厌，由于从小受到家族过度的保护，人情世故不甚了了，常常好心做错事。欲拒绝與格龙的婚約而假装是叶小天的情人，花溪决斗前喜欢上叶小天，卻因叶小天蠱神教教主的身分被家人反对。 | 原声 |

### 其他演员
| 演員   | 角色     | 介紹 | 配音 |
| 徐海喬 | 葉小安   | 葉小天的孿生哥哥，性格懦弱愚鈍，與葉小天天差地遠。奪水事件後，葉小天被徐伯夷暗算押回京城入獄，陰差陽錯來到了自己的老單位，葉小天將計就計，利用孿生哥哥葉小安交換身分脫離牢獄。 |      |
| 王紫潼 | 展凝儿   | 貴州八大金剛土司之一展家的大小姐，水西三虎之霸天虎，自幼喜歡舞槍弄棒，武藝高絕，成年後卻迷戀上了詩詞歌賦，崇拜有學問的讀書人，被書生徐伯夷利用，險些所託非人，幸得葉小天揭穿徐伯夷的真面目。展凝兒性情直爽，沒有心機。在雷神禁地被葉小天捨命相救，從而傾心於葉小天。與“情敵”夏瑩瑩是無話不談的好姐妹，為了小天和瑩瑩的幸福，甘心把自己的情感默默壓在心底成全他們的愛情。 |      |
| 肥龙   | 罗大亨   | 大哥叶小天不可或缺的左膀右臂，葉小天的結義兄弟，仗义勇为，足智多谋。喜歡哚妮，面对心上人，便瞬间暴露害羞可爱的原型，为撩妹口不择言，引发不少尴尬。虽然家财万贯，但依旧有着一颗追隨叶小天仗義走天涯的决心。 | 原声 |
| 郝帅   | 华云飞   | 叶小天的結義兄弟。父親是錦衣衛密諜007號。 箭術一流，武藝超群。如竹般挺拔洒脱、正直清高、清秀俊逸。因为父母被葫縣恶霸齊木害死，所以冷峻寡言。但是对帮助他完成复仇大业的叶小天，华云飞忠心耿耿，后成为叶小天立足官场与江湖时的得力助手。为人机警善忍，冷峻果毅。叶小天每每出现危险时，华云飞永远是衝在最前面的。心底默默地喜歡陶桃，卻不知如何表達愛慕之意，幸蒙結義二哥羅大亨傾囊相授，胡亂指導一番，因而怯顫顫邁出告白的第一步。 | 彭尧 |
| 禹童   | 田妙雯   | 貴州四大天王之一田氏家族的家主，雖為女土司卻擁有世襲的四品廣威將軍和六品銅仁通判文職的多重身份。自號憐邪姬，水西三虎之白虎，氣質優雅，濯濯如春柳，灩灩如芙蓉，身似柔弱卻諳武學，背負著振興家族的重任，在官場上審時度勢，步步為營。永樂年間，思州田氏尚居“安宋田楊”天下四大土司之首，但歷經叔姪內鬥遭朝廷剿滅改土歸流後，實力大為削弱。為了掌握葫縣奪取銅仁府張家的勢力，不得不接受與播州土司楊應龍合作，並假意委身答應嫁給他當三夫人，直到從楊應龍口中得知葉小天的身份竟然是蠱神教教主，遂不再與他合作。一心想利用葉小天達成所望，卻不料間接導致夏瑩瑩之死而自責。最後助葉小天成功解決銅仁五大家族，上書天子舉薦葉小天擔任大萬山土司。 |      |
| 蒋沁芸 | 哚妮     | 制蛊制药高手的苗疆奇女子。古灵精怪，为人仗义，在好友叶小天遇到困难时总是第一时间出来助力。擅长制毒，心地善良，机灵可爱，喜欢吃吃吃，买买买，她一直被罗大亨追求，甩都甩不掉。 |      |
| 刘冠麟 | 徐伯夷   | 葫县生员，嫌貧愛富，趨炎附勢，品格惡劣的偽君子，詭計多端的真賤人。 为得权力而亲近展凝儿，嫌恶贫妻陶桃，后被叶小天揭穿而前往贵阳考举人。拜入田家门下成为葫县县丞，推行土民改汉姓后被叶小天破坏因此被關進大牢，後被李玄成釋放而欲殺叶小天未遂逃亡，卻被山贼捉住并投靠山贼，山贼被剿灭后遭军队阉割送往皇宫当太监，电视剧第48集徐公公和钦差一同给叶小天颁圣旨。 | 原声 |
| 王子铭 | 张宏轩   | 工部尚书的儿子，为了能够得到天子的青睐，将来能在朝廷上崭露头角，两人可谓下足了功夫。叶小天回到京城遇到了不小的麻烦事之时，为了达成统一战线，为国除害，聪明机灵的叶小天和张宏轩几人联合起来，最终把整日嚣张跋扈不务正业国舅爷赶出了京城。 |      |
| 劉豐源 | 喬布思   | 兵部尚書之子，錦衣衛喬百戶。 葉小天因入獄為求情，幫助義賣募得善銀，卻被國舅與關小坤藏匿，最終找回善款，並為葉小天幫了不少忙。 |      |
| 陈紫函 | 苏雅     | 花晴风的夫人。蕙兰质心，温柔贤淑。丈夫的贤内助，她机智聪颖，足智多谋。常常在老爷犯糊涂的时候，出谋划策献策献计。雅夫人花容月貌，但身为官员的丈夫却是相貌平平，遇事则慌，雅夫人安分守己，甚至在老爷涉险时亲自出马以命相救，到头换来的却是老爷的猜忌和打骂。 |      |
| 方清平 | 花晴風   | 葫縣知縣，性格非常懦弱，膽小怕事，對惡霸心有不甘卻也不敢反抗。最後因誤會妻子與葉小天有染而彈劾葉小天，妻子出來解釋拙夫得瘋病，回鄉休養。 | 原聲 |
| 王双宝 | 齐木     | 葫縣地方恶霸，勢力強大，連當地官員皆畏懼。最終被葉小天關入牢裡，被同牢房的華雲飛幹掉報殺親之仇。 |      |
| 李北岳 | 李雲聰   | 葫縣的捕快三班的班頭，後來成為葫縣典史葉小天的臂膀。曾臥底於徐伯夷。 |      |
| 孫瑋   | 周班頭   | 被徐林兄妹痛打一頓，被打得遍體鱗傷腿都打斷了，葉小天拿出羅大亨給他的五十兩銀子給周班頭治病，周班頭感激涕零。效忠葉小天。 |      |
| 罗嘉良 | 杨应龙   | 播州大土司，貴州四大天王之一實力最強的楊天王。 野心勃勃，蓄謀已久，一心想反叛朝廷，圖謀不軌，为帝王梦不择手段。為人陰險冷酷，狠毒狡詐，目空一切，為本劇頭號超級大反派角色。 | 杨默 |
| 洪剑涛 | 罗百川   | 羅大亨的父親。播州土司楊應龍的心腹幹將。 身材雖然圓潤肥腫胖，反應卻極其敏捷迅速，還是個身懷霸道刀法的強者，擁有剛猛無匹的力量，論武功已臻無人可及的境界。在葫縣以當地富豪的身份掩護行動，展開一系列的謀反計劃。私底下是個慈父，經常為了羅大亨萌憨的所作所為，父子倆逗趣拌嘴嘮叨個不停，形成搞笑反差萌。 | 原声 |
| 赵正阳 | 李秋池   | 夜郎訟師，專替各戶名門望族解決私人恩怨，自稱「夜郎第一狀」。最初與葉小天的對抗中，雖以失敗告終，但最後自願跟隨葉小天。 |      |
| 王亚楠 | 陶桃     | 原為徐伯夷未過門的妻子，後遭他拋棄。為感恩葉小天，成為葉府的女管家。喜歡華雲飛。 |      |
| 鳳翔   | 冬天     | 蠱神教長老，夏老爺老友，稱他冬瓜。眼睛看不清楚，整天抓毒蟲練蠱。 在葉小天成為蠱神教教主後便跟隨著他遊歷。外表看起來不太靠譜，卻每次在葉小天捲入麻煩之刻出手襄助，秉性忠厚，是蠱神教教中對教主最忠心追隨之人。在高李兩寨欲同意接受徐伯夷的土民改漢姓歸納戶口時，揭漏自己真實身份乃是大萬山深處蠱神教十八長老之一的“鬼眼天王”。 |      |
| 金楷杰 | 李玄成   | 国舅，成日與关小坤鬼混，多次陷害葉小天不成，最後反被趕出京城。初次見到夏瑩瑩便對她一見鍾情。 |      |
| 宋涵宇 | 关小坤   | 官府子弟，關尚書的兒子。經常與國舅刁難葉小天，最終自食惡果雙腿被父親打斷趕回了老家。 |      |
| 刘金山 | 张铎     | 铜仁知府張大人，暗稱張胖子。愚鈍，容易怒而殺人，最終在壽宴暴斃。 |      |
| 池約翰 | 張雨桐   | 铜仁知府张铎的兒子，因父親之死恨田妙雯。 |      |
| 王麗媛 | 夏老祖母 | 夏瑩瑩的老祖母，居住紅楓湖，非常溺愛夏瑩瑩。 |      |
| 魏宗万 | 夏老爷   | 夏瑩瑩的爺爺，居住紅楓湖，非常溺愛夏瑩瑩。 |      |
| 刘佩琦 | 夏老爹   | 夏莹莹之父，八大金剛土司家族之一，居住紅楓湖，冬天的故交。性格直爽豪放，只有夏瑩瑩一個女兒，视莹莹为掌上明珠，反對她與葉小天在一起。 |      |
| 晁志謙 | 格龍     | 天生神力，一拳打死一頭牛而被封為銅仁府第一勇士。對夏瑩瑩一片痴情，二人從小就定下了娃娃親，婚前夏瑩瑩逃婚。 |      |
| 朱佳希 | 潛清清   | 楊應龍得力的女隨扈，誓死效忠。 |      |
| 赵明莉 | 白晓筱   | 楊應龍的女隨扈，最終在雷公柱被山螞蟻啃食成白骨。 |      |
| 李立群 | 楊霖     | 最開始在牢中因貪污而入獄，死前寫家書委託葉小天送信。 |      |
| 李勤勤 | 杨夫人   | 楊霖之妻，縣令的妹妹，吝嗇貪財，想盡辦法將庶出的楊遙趕出去，可又擔心夜長夢多，就派楊三瘦等三人去追殺葉小天和楊遙。 | 原声 |
| 李亞真 | 楊遙     | 楊霖庶出的女兒，唯一放心不下就是這個女兒，死前委託葉小天將家書留給楊遙做未來生活保障。由葉小天與夏瑩瑩保護來到葫縣，之後平安回到姨娘家。 |      |

## 电视原声带
| 曲序 | 曲目                     | 演唱          |
| ---- | ------------------------ | ------------- |
| 1.   | 山外青山楼外楼（主题曲） | 李嘉格、GAI   |
| 2.   | 重生（片头曲）           | 金志文        |
| 3.   | 带我走（插曲、宣传曲）   | 王莫涵/蒋沁芸 |
| 4.   | 任花落（片尾曲）         | 吉克隽逸      |
| 5.   | 忘了我（片尾曲）         | 李嘉格        |